# Blatterita
La blatterita és un mineral de la classe dels borats, que pertany al grup de l'ortopinakiolita. Rep el seu nom en honor de Fritz Blatter (1943-), col·leccionista de minerals alemany, que va proporcionar el material original.

## Característiques
La blatterita és un borat de fórmula química Sb5+
3Mn3+
9Mn2+
35(BO₃)16O32. Va ser aprovada com a espècie vàlida per l'Associació Mineralògica Internacional l'any 1984. Cristal·litza en el sistema ortoròmbic. Els cristalls tenen una secció transversal plana, en forma de diamant, amb prismes {110} estriats al llarg de la longitud. Sovint, els cristalls es troben amb superfícies mats. La seva duresa a l'escala de Mohs és 6. Es diferencia dels minerals relacionats del grup de l'ortopinakiolita per la seva gran cel·la unitat (a = 37,69).
Segons la classificació de Nickel-Strunz, la blatterita pertany a «06.AB: borats amb anions addicionals; 1(D) + OH, etc.» juntament amb els següents minerals: hambergita, berborita, jeremejevita, warwickita, yuanfuliïta, karlita, azoproïta, bonaccordita, fredrikssonita, ludwigita, vonsenita, pinakiolita, chestermanita, ortopinakiolita, takeuchiïta, hulsita, magnesiohulsita, aluminomagnesiohulsita, fluoborita, hidroxilborita, shabynita, wightmanita, gaudefroyita, sakhaïta, harkerita, pertsevita-(F), pertsevita-(OH), jacquesdietrichita i painita.

## Formació i jaciments
Va ser descoberta a la mina Kitteln, al Nordmark Odal Field, al municipi de Filipstad, Värmland (Suècia), son sol trobar-se incrustada en calcita o manganosita. També ha estat descrita a les properes mines de Brattfors i Moss, totes elles pertanyents a Långban.